# Municipio de Erin (Minnesota)
El municipio de Erin (en inglés: Erin Township) es un municipio ubicado en el condado de Rice en el estado estadounidense de Minnesota. En el año 2010 tenía una población de 859 habitantes y una densidad poblacional de 9,18 personas por km².

## Geografía
El municipio de Erin se encuentra ubicado en las coordenadas 44°24′22″N 93°28′15″O / 44.40611, -93.47083. Según la Oficina del Censo de los Estados Unidos, el municipio tiene una superficie total de 93.59 km², de la cual 89,61 km² corresponden a tierra firme y (4,26 %) 3,99 km² es agua.

## Demografía
Según el censo de 2010, había 859 personas residiendo en el municipio de Erin. La densidad de población era de 9,18 hab./km². De los 859 habitantes, el municipio de Erin estaba compuesto por el 97,21 % blancos, el 0,12 % eran afroamericanos, el 1,86 % eran asiáticos, el 0,23 % eran de otras razas y el 0,58 % eran de una mezcla de razas. Del total de la población el 0,93 % eran hispanos o latinos de cualquier raza.